# Tour du Missouri
Pour les articles homonymes, voir Missouri.
Le Tour du Missouri est une ancienne course cycliste par étapes dans l'État du Missouri, aux États-Unis. Créée en 2007, elle faisait partie de l'UCI America Tour, en catégorie 2.1. Elle n'a eu lieu que 3 ans : 2007, 2008 et 2009.

## Histoire de la course
La première édition du Tour du Missouri a lieu en septembre 2007. Elle est organisée à l'initiative de l'État du Missouri et de son Gouverneur Matt Blunt. L'organisation de la course est attribuée à la société Medalist Sports, organisatrice du Tour de Californie et du Tour de Géorgie. La course est composée de six étapes, entre Kansas City et Saint-Louis. Quinze équipes sont présentes, dont deux ProTeam, Saunier Duval-Prodir et Discovery Channel. C'est à un membre de cette dernière, George Hincapie, que revient le succès final, après une victoire d'étape au sein d'un groupe de douze coureurs arrivé avec plus de 14 minutes d'avance. Son coéquipier Levi Leipheimer s'est imposé lors de l'étape contre-la-montre. Outre ces deux coureurs, Discovery Channel s'est déplacée avec le récent vainqueur du Tour de France Alberto Contador.
Les retombées du premier Tour du Missouri satisfont ses partenaires, notamment l'État du Missouri et son Gouverneur Matt Blunt. La course aurait ainsi été suivie par 360 000 spectateurs et généré une activité économique estimée à 26,2 millions de dollars.
En 2008, le Tour du Missouri s'allonge d'une étape. Quinze équipes sont à nouveau présentes, dont 2 ProTeams, Team Columbia (comprenant le vainqueur sortant Hincapie) et Liquigas. Columbia s'adjuge quatre étapes, dont trois par Mark Cavendish. Christian Vande Velde, vainqueur du contre-la-montre, remporte le classement général.

## Palmarès
| Année | Vainqueur             | Second             | Troisième        |
| ----- | --------------------- | ------------------ | ---------------- |
| 2007  | George Hincapie       | William Frischkorn | Dominique Rollin |
| 2008  | Christian Vande Velde | Michael Rogers     | Svein Tuft       |
| 2009  | David Zabriskie       | Gustav Larsson     | Marco Pinotti    |
| 2010  | Annulé                |                    |                  |

### Classements annexes
| Année | Sprint         | Grand Prix de la montagne | Jeune           | Prix de la combativité | Équipe              |
| ----- | -------------- | ------------------------- | --------------- | ---------------------- | ------------------- |
| 2007  | Iván Domínguez | Jeff Louder               | Steven Cozza    | Freddy Parra           | Slipstream-Chipotle |
| 2008  | Mark Cavendish | Dominique Rollin          | Roman Kreuziger | Jeff Louder            | Team Columbia       |
| 2009  | Thor Hushovd   | Moisés Aldape             | Dario Cataldo   | Michael Barry          | Team Saxo Bank      |
| 2010  | Annulé         |                           |                 |                        |                     |